# Thore Andersson-Dettner
Thore Andersson-Dettner, född 18 oktober 1908, död 7 oktober 1984, var en svensk ishockeyspelare som spelade för Södertälje SK säsongerna 1929-1931 och 1934. Åren däremellan spelade han bland annat för IFK Stockholm.
Thore Andersson-Dettner var med i det svenska ishockeylandslag som kom sexa i VM i ishockey 1931. Totalt spelade han 6 matcher för Sverige.